# Tijdlijn november 2013 - februari 2015 van de Russisch-Oekraïense Oorlog

Kaart van de door Rusland (en seperatisten) veroverde gebieden in rood

De Russisch-Oekraïense oorlog ontstond na maandenlange pro-westerse protesten in Oekraïne die op 21 november 2013 begonnen naar aanleiding van het opschorten van de ondertekening van de associatieovereenkomst tussen Oekraïne en de Europese Unie door de pro-Russische Oekraïense president Viktor Janoekovitsj. De steeds gewelddadiger wordende protesten op het onafhankelijkheidsplein in Kiev, leidden in februari 2014 tot een revolutie, waarbij meer dan honderd doden vielen. Dit zorgde voor de afzetting van president Janoekovitsj, wat op zijn beurt weer leidde tot de Russische annexatie van de Krim en pro-Russische onrust in Oost-Oekraïne. Deze pagina geeft een chronologisch overzicht van de belangrijkste gebeurtenissen in de periode november 2013 – februari 2015.

## Achtergrond
De oorlog begon in het voorjaar van 2014 in de Oost-Oekraïense oblasten Donetsk en Loehansk, waar Russische officieren zonder onderscheidingsteken vanaf 6 april 2014 diverse regeringsgebouwen bezetten, waarop de Oekraïense regering in reactie het leger inzette. De Russische officieren wisten de steden Donetsk en Loehansk in handen te krijgen, alsmede het gebied ten zuidoosten daarvan tot aan de Russische grens, alwaar zij de volksrepubliek Donetsk en volksrepubliek Loegansk uitriepen om net als de Krim een deel van Rusland te worden. De overige gebieden in de Donbas bleven onder het gezag van het Oekraïense leger.

## 2013

### November
- 21 – Op 21 november 2013 ontstaan er pro-westerse protesten op het Onafhankelijkheidsplein in Kiev, Oekraïne, nadat de pro-Russische president Viktor Janoekovitsj weigert de associatieovereenkomst tussen de Europese Unie en Oekraïne te ondertekenen.

## 2014

### Januari

#### Belangrijkste gebeurtenissen
In januari 2014 slaat de toon van de Euromaidan-protesten om van pro-EU naar anti-regering.

#### Tijdlijn
- 18 – Het parlement neemt wetten aan die bedoeld zijn om de protesten te onderdrukken en waarbij het recht op vrije meningsuiting en het recht op vrije vergadering wordt ingeperkt, waarna overal in het land rellen uitbreken.
- 22 – Er vallen vier doden bij hevige confrontaties tussen demonstranten en de politie in Kiev. Een groot, gebarricadeerd protestkamp bezet het Majdan Nezalezjnosti (Onafhankelijkheidsplein) in het centrum.
- 23 –  Regioparlementen in West-Oekraïne worden bezet door Euromaidan-activisten. De oblasten Ivano-Frankivsk en Ternopil verbieden Janoekovitsj' Partij van de Regio's.

### Februari

#### Belangrijkste gebeurtenissen
De demonstraties worden steeds gewelddadiger en leiden tot de Revolutie van de Waardigheid, waarbij meer dan honderd doden vallen, waarna president Janoekovitsj het land ontvlucht en wordt afgezet. Vrijwel meteen daarna begint Rusland met de annexatie van de Krim.

#### Tijdlijn
- 18 – Er trekken zo'n 20.000 Maidan-demonstranten naar de Verchovna Rada in Kiev, waar door gewelddadige confrontaties tussen binnenlandse troepen en demonstranten minstens 25 doden en meer dan 400 gewonden vallen.[1]
- 19 – De noodtoestand wordt afgekondigd.[2] Een militaire An-26 maakt een geheime vlucht van Kiev naar Rusland om een grote partij anti-oproerwapens en munitie op te halen.[noot 1]
- 20 – In het centrum van Kiev wordt zwaar gevochten en er vallen minstens 75 doden en 700 gewonden. Sluipschutters schieten vanaf de daken op demonstranten.[4][5]
- 21 – Janoekovitsj ontvlucht Kiev en later Oekraïne.
- 22 – De Verchovna Rada zet Janoekovitsj af, vanwege het niet voldoen aan grondwettelijke verplichtingen. Vervolgens wordt de grondwet van 2004 in ere hersteld en komt oud-premier Joelia Tymosjenko vrij uit de gevangenis.
- 23 – Oleksandr Toertsjynov wordt benoemd tot waarnemend president.
- 26 – De autonome republiek van de Krim weigert de nieuwe regering in Kiev te erkennen. Rusland begint aan een grootschalige militaire oefening.
- 27 – Arseni Jatsenjoek wordt benoemd tot president van de interim-regering. Tientallen gewapende pro-Russische activisten bestormen het regeringsgebouw en het parlement van de Krimrepubliek. De Russische vlag wordt in top gehesen. Het parlement van de Krimrepubliek ontslaat het kabinet.
- 28 – Op vrijdag 28 februari begint de Russische invasie van de Krim. Naar schatting 2.000 militairen zonder duidelijke herkenningstekens – bekend geworden als ‘groene mannetjes’ – bevinden zich al op het schiereiland. Ze maken wel gebruik van materieel met Russische kentekens.

### Maart

#### Belangrijkste gebeurtenissen
De Krim verklaart zich onafhankelijk en sluit zich na een referendum aan bij Rusland.

#### Tijdlijn
- 11 – De Krim verklaart zich onafhankelijk.
- 16 – Er wordt een referendum gehouden voor aansluiting bij Rusland. De opkomst is volgens de regering van de Krim 83% en 50% zou gestemd hebben voor onmiddellijke aansluiting.[6]
- 17 – De  Europese Unie (EU) en de Verenigde Staten (VS) stellen sancties in tegen Rusland.[7]
- 18-21 – Het annexatieproces van de Krim door Rusland.
- 24 – Oekraïne trekt alle militairen terug uit de Krim. Ze krijgen van Rusland een vrije aftocht.
- Vanaf 25 maart – Russische troepen worden waargenomen bij de Russisch-Oekraïense oostgrens, aan de Russische zijde. De NAVO maakt zich zorgen over deze troepenmacht van 40.000 à 50.000 man.[8]
- 27 – Joelia Tymosjenko zegt mee te willen doen aan de race naar het presidentschap van Oekraïne.
- 31 – Rusland kondigt aan enkele honderden troepen te verplaatsen, dieper Rusland in. Oekraïense soldaten bereiden zich voor op een mogelijke Russische inval. Deze troepen hebben mogelijk Transnistrië als doel. Dat is een zelfverklaarde republiek in Moldavië waarvan de onafhankelijkheid door geen enkel land erkend wordt. Er wonen veel (etnische) Russen die worden beschermd door het Russische leger.
- 31 – Buitenlanders hebben voor de Krim een visum voor Rusland nodig.[9]

### April

#### Belangrijkste gebeurtenissen
- Het Russische verzet bezet overheidsgebouwen in Oost-Oekraïne. De meeste gebouwen die bezet worden staan in de oblast Donetsk. Er zijn confrontaties tussen de Oekraïense Nationale Garde en de separatisten, soms op militaire bases. Uiteindelijk komt Kiev tot de conclusie dat het verzet niet te breken is.
- Er is een doorbraak in Genève bereikt: ontwapening van de gewapende groepen en teruggave van bezette gebouwen. Daarna beschuldigen de partijen elkaar zich niet te houden aan het akkoord.
- Journalisten, OVSE en SBU-medewerkers worden met goedkeuring van de volksburgemeester van Slovjansk, Vjatsjeslav Ponomarev, gegijzeld.

#### 1
- De NAVO schort de samenwerking met Rusland op.[10]

#### 2
- Volgens de NAVO staan er 40.000 Russen klaar om Oekraïne binnen te vallen. Een mogelijk doel is de verbinding van Rusland naar de grens met de Krim. Een ander doel is Transnistrië.[8][11][12]
- Naast Tymosjenko (van Blok Joelia Tymosjenko) zijn er nog drie andere kandidaten voor het presidentschap: Petro Porosjenko (van Solidariteit), Mychajlo Dobkin (van Partij van de Regio's) en Oleh Tjahnybok (van Svoboda).[13]

#### 3
- Ex-leden van de Berkoet, de ondertussen opgeheven oproerpolitie van Oekraïne, worden verdacht van massamoord tijdens de Revolutie van de Waardigheid in Kiev.[14]
- Gazprom eist meer geld van Oekraïne.[15]
- Rusland roept zijn ambassadeur voor de NAVO terug voor overleg, nadat deze de samenwerking met Rusland opschortte.[16].

#### 4
- McDonald's sluit zijn filialen op de Krim.[17]
- Ook de NASA vermindert de samenwerking met Rusland.[18]
- Rusland pakt 25 Oekraïense terroristen op.[19]
- Duizenden Oekraïense militairen worden Rus.[20]

#### 5
- De SBU (Oekraïense geheime dienst) heeft in Loehansk gewapende mannen opgepakt die verdacht werden de regionale macht te willen grijpen.[21][22][23]

#### 6
- Pro-Russische actievoerders bestormen het parlementsgebouw in Donetsk.[24]
- De Oekraïense president Oleksandr Toertsjynov blijft thuis vanwege de onlusten in Charkov, Donetsk en Loehansk. Hij zou naar Litouwen gaan.[25]
- Tot 9 april – In Loehansk worden er 60 mensen gegijzeld in een gebouw van de SBU, vol met explosieven, volgens de SBU zelf. Maar de pro-Russische demonstranten ontkennen dit.[26][27]

#### 7

Vlag van Volksrepubliek Donetsk.

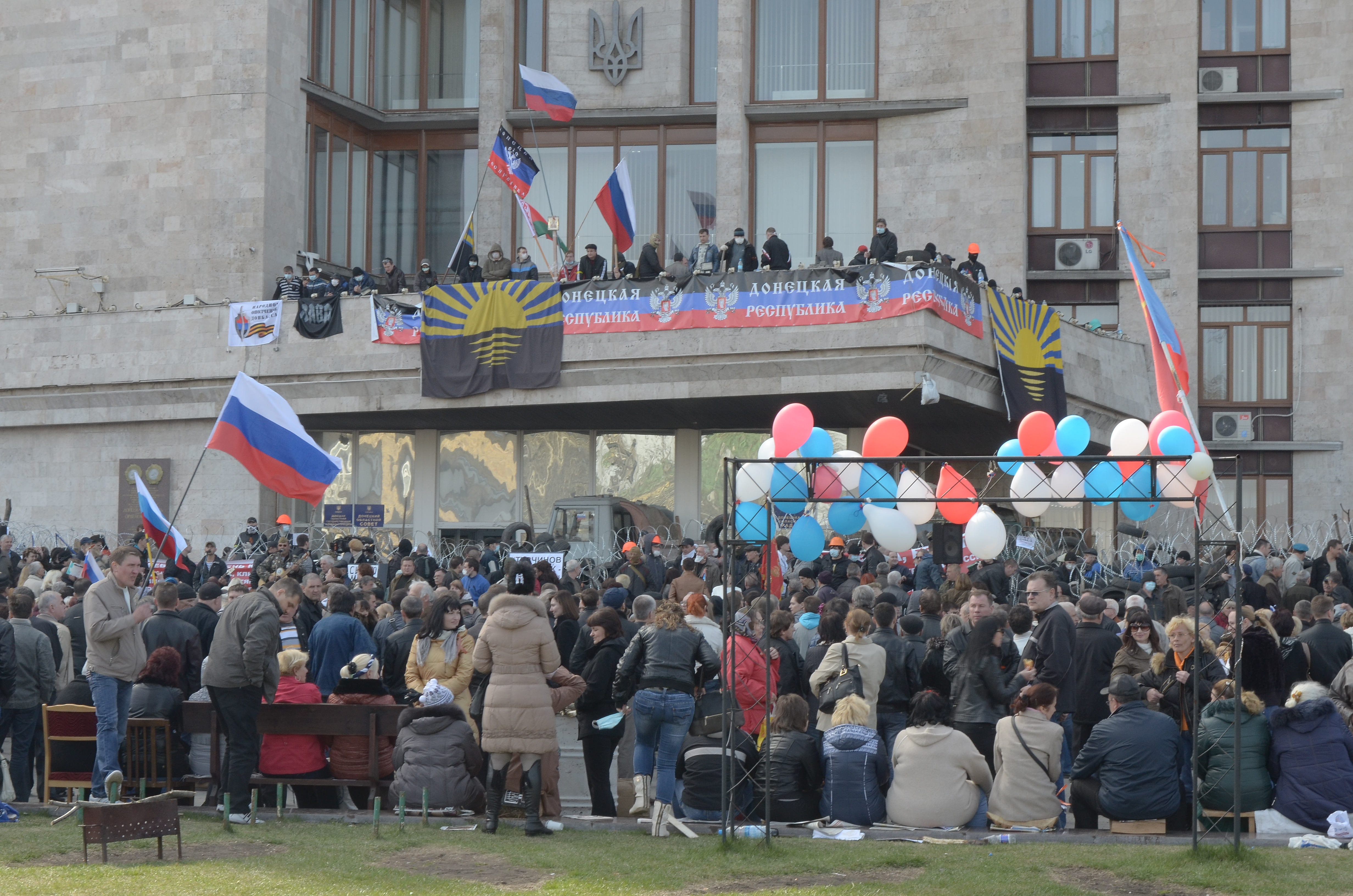
Bezetting van het administratiekantoor in Donetsk.

- In Donetsk hebben betogers het gebouw van de regionale overheid bezet. De organisatie Donetskaja Respoeblika, een separatistische beweging, roept de Volksrepubliek Donetsk uit. Ze vragen Rusland om militaire hulp en ze willen op 11 mei 2014 een referendum houden voor de aansluiting bij Rusland.[28]
- In Loehansk hebben betogers wapens weten te bemachtigen van de SBU, de Oekraïense veiligheidsdienst.[29] Rusland waarschuwt Oekraïne geen geweld te gebruiken tegen Russische betogers. Oekraïne[30] en Polen[31] beschuldigen Rusland ervan deze opstandelingen te steunen en te betalen.
- Rusland weigert vredestroepen te sturen naar het oosten van Oekraïne anders dan in VN-verband.[32]
- In Donetsk hebben speciale eenheden de demonstranten verwijderd uit de kantoren van de SBU, beweert Oekraïne.[33]
- In Charkov hebben pro-Russische Oekraïners het gebouw van de lokale regering bezet.[34]
- Sinds 7 april – Er zijn separatistische rellen in oostelijke delen van Oekraïne. Er worden overheidsgebouwen bezet.[35]

#### 8
- Rusland waarschuwt Kiev om te stoppen met militaire voorbereidingen die kunnen leiden tot een burgeroorlog.[34]
- In Charkov zijn de bezetters van het regeringsgebouw opgepakt.[34]
- De VS dreigt met nieuwe sancties tegen Rusland.[26]
- Oekraïne is bereid tot dialoog met Rusland.[36]

#### 9
- Pro-Russische betogers laten 56 van de 60 gegijzelden vrij. Ze zaten in het gebouw van de SBU.[27]
- De Oekraïense minister van Binnenlandse zaken Arsen Avakov verklaart dat de Oekraïnecrisis binnen twee dagen voorbij zal zijn, ofwel door onderhandelingen ofwel door dwang.[35][37][38]
- Russische journalisten krijgen geen toegang tot Oekraïne.[39][40]

#### 10
- "Geeft u zich over, en u zult niet worden vervolgd," zegt Oleksandr Toertsjynov tegen de betogers.[38]
- Raad van Europa pakt Rusland stemrecht af.[41]
- Gasschuld van Oekraïne (1,6 miljard euro) kan een probleem worden voor Europa.[42]
- NAVO wil dat Rusland eerst zijn troepen terugtrekt voordat er een dialoog komt.[43][44]
- De USS Donald Cook wordt verwacht in de Zwarte Zee.[45]

#### 11
- Jatsenjoek bezoekt het oosten van Oekraïne. Hij wil de oostelijke oblasten meer zelfstandigheid geven, zei hij tijdens zijn aanwezigheid.[46]
- Ultimatum verstrijkt zonder bestorming van de regeringsgebouwen.[47]
- De Krim wordt vanavond grondwettelijk een deel van Rusland. Het Russisch, het Oekraïens en het Krim-Tataars (in de volgorde van het percentage sprekers) worden de officiële grondwettelijke talen.[48]
- Het Nederlandse ministerie van Defensie schort de samenwerking met Rusland op.[49]
- Speciale eenheden weigeren bezette gebouwen in het oosten van Oekraïne te bestormen.[50]
- De NAVO wil dat Rusland zijn troepen terugtrekt van de grens met Oekraïne.[51]

#### 12
- Een politiebureau in Slovjansk wordt bezet.[52]
- Volgens de Russische versie van Google Maps behoort de Krim aan Rusland.[53][54]
- Bezetters in Donetsk riskeren 5 tot 8 jaar gevangenisstraf.[55]
- Reactie van de Oekraïense regering op bezetting zal krachtig zijn.[55]
- In Slovjansk wordt het gebouw van de SBU door de betogers bezet. Maatregelen van de Oekraïense regering blijven uit, maar zij beschuldigt Rusland van deze inmenging.[56] Rusland ontkent dit, maar wil er wel naar kijken.[57]
- Politiechef in Donetsk stapt op.[58]
- Toertsjynov ontslaat het hoofd van de veiligheidsdienst van Donetsk.[59]
- Wegblokkades rondom Slovjansk.[60]
- Het lukt de betogers niet om gebouwen te bezetten in Krasnoarmijsk en Krasnyj Lyman in oblast Donetsk.[61] Later werd na een vuurgevecht met Oekraïense politie het politiebureau in Kramatorsk toch ingenomen.[62]
- De Oekraïense veiligheidsraad komt met spoed bijeen.[63]

#### 13
- "Antiterroristische operatie is begonnen in Slovjansk," zegt de Minister van Binnenlandse Zaken Arsen Avakov.[64][65] Volgens Janoekovitsj zou de CIA hierachter zitten. Rusland noemt het ultimatum van Toertsjynov een "crimineel bevel", en eist dat het Westen Oekraïne onder controle krijgt.[66]
- Separatisten verschijnen in Jenakijeve.[67]
- "Rusland voert propagandaoorlog," beweert NAVO-chef Anders Rasmussen.[68]
- Er zijn gewonden tussen Oekraïense en Russische betogers in Charkov.[69]
- Aleksandr Loekasjenko van Wit-Rusland spreekt zich uit tegen federalisatie van Oekraïne; dit zou volgens hem funest zijn.[70]
- Marioepol wordt veroverd.[71]
- 350 reservisten van de Nationale Garde staan klaar om te vechten in Slovjansk.[72]
- Rusland roept de Veiligheidsraad van de Verenigde Naties bijeen.[66][73]

#### 14

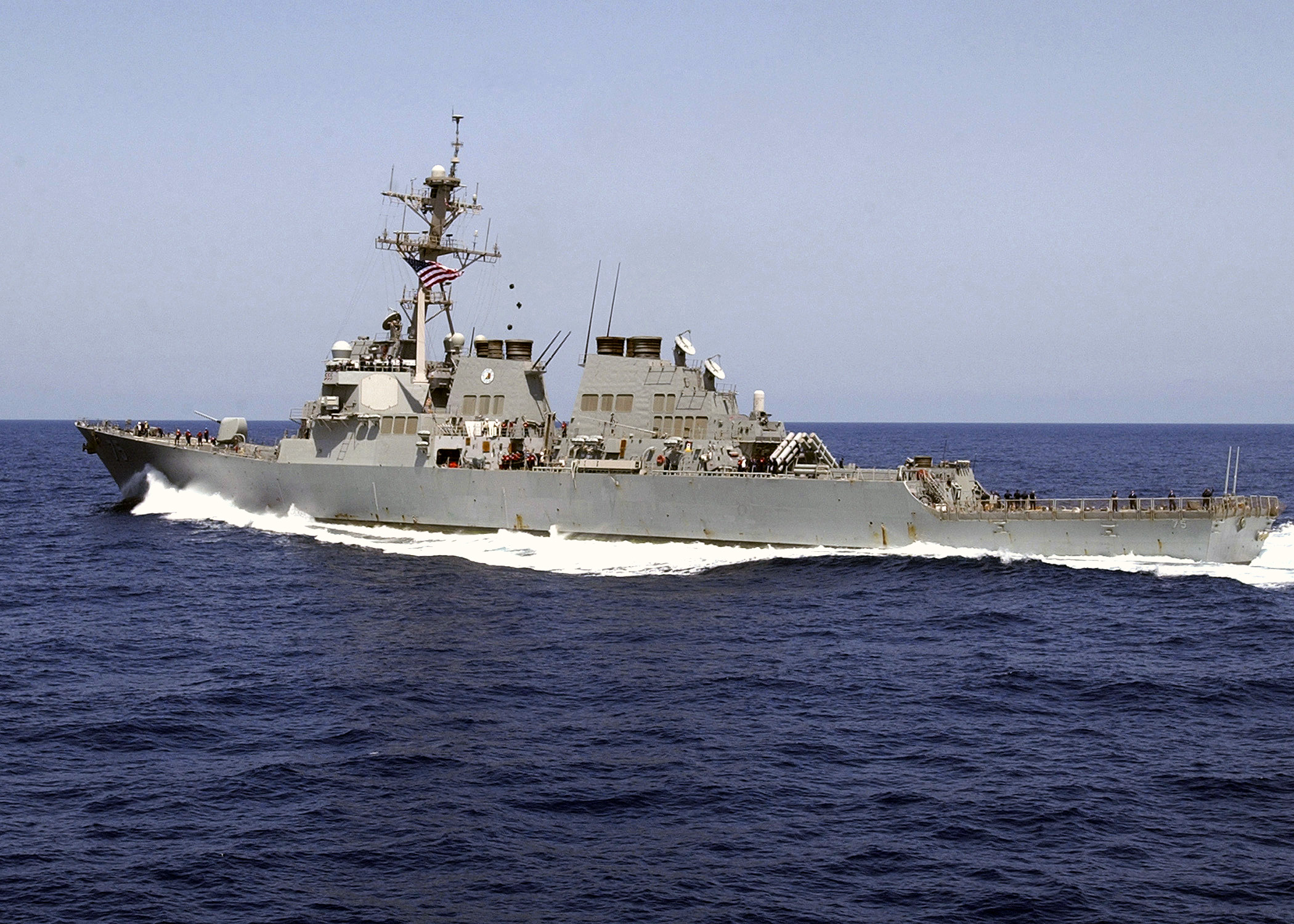
Torpedobootjager USS Donald Cook

- Verwijten over en weer van Rusland enerzijds en het Verenigd Koninkrijk en de Verenigde Staten anderzijds in de VN-Veiligheidsraad.[74][75]
- Het tweede ultimatum van Oekraïne aan de betogers loopt om 8:00 uur af.[66][75]
- Toertsjynov stelt een nieuw ultimatum aan de opstandelingen, waarna hij het leger wil inzetten.[76]
- De betogers reageren niet op het ultimatum.[77] Ook gebeurt er aan de Oekraïense zijde niets.[78]
- Rusland stelt VS een ontmoeting voor.[79] Er is een kans dat dit afgezegd wordt.[57][65]
- Politiebureau Horlivka is ingenomen.[77]
- Volgens Duitsland speelt Rusland een rol in deze opstand.[77]
- Een Britse fotograaf wordt aangevallen in Horlivka.[77]
- Toertsjynov wil hulp van de VN.[77]
- Separatisten willen hulp van het Kremlin.[77]
- Sommige activisten komen uit Rusland.[77]
- Een Russisch gevechtsvliegtuig nadert de USS Donald Cook op 900 meter.[77]
- Europa breidt zwarte lijst uit.[77]
- De Franse president François Hollande spreekt met Barack Obama over Vladimir Poetin.
- Activisten roepen Volksrepubliek Donetsk uit.[77]

#### 15
- In Andrijivka, vlak bij Slovjansk, is een overheidsgebouw afgebrand.[80]
- In Kiev werd een presidentskandidaat, Oleh Tsarov (Partij van de Regio's), in elkaar geslagen.[81]
- Militaire operaties in Oost-Oekraïne zijn begonnen.[82]
- Separatisten in Kramatorsk geven zich over.[83]
- Joerij Sergjejev, de Oekraïense ambassadeur bij de Verenigde Naties, zegt dat de separatistische acties afgelopen weekend in Oost-Oekraïne zijn uitgelokt door Rusland.[83]
- Igor Girkin, alias Igor Strelkov, een Russische kolonel, zit volgens de SBU achter de separatistische acties in Slovjansk.[83]
- SBU heeft een strafzaak tegen een Russische bank.[83]
- 12.000 Russen worden bij de Oekraïense grens tegengehouden.[84]
- EU plaatst enkele Oekraïners die overheidsgelden verduisterd hebben, op de zwarte lijst.[83]
- Beschuldigingen dat Rusland aanwezig zou zijn in Oost-Oekraïne zijn absurd, liet het Kremlin weten.[83]
- Bij geweld zullen er geen gesprekken zijn, zegt de Russische minister van Buitenlandse Zaken Sergej Lavrov.[83]
- Rusland is gestopt met het teruggeven van wapentuig aan Oekraïne.[83]
- "Separatisten die hun wapens niet inleveren zullen worden geliquideerd," zei een Oekraïense generaal.[83]
- Het vliegveld van Kramatorsk is heroverd.[83] Er zijn doden gevallen.[85]
- Slovjansk is omsingeld door het Oekraïense leger.[83]
- Het Witte Huis heeft begrip voor de acties van Oekraïne.[83]
- Poetin verwacht een veroordeling van het Oekraïense optreden door de Verenigde Naties. Ban Ki-moon, de Secretaris-generaal van de Verenigde Naties vindt dat alle partijen moeten werken aan het de-escaleren.[83]
- Er gaat geen VN-vredesmacht naar Oekraïne, zegt Ban Ki-moon.[86]
- De regering van Oekraïne verklaart de Autonome Republiek van de Krim en de stad Sebastopol tot 'bezette gebieden'.[87]

#### 16
- Volgens Poetin staat Oekraïne op de rand van een burgeroorlog.[88][89]
- Oekraïense militairen lopen in Slovjansk over naar de pro-Russen.[90] Het Oekraïense Ministerie van Defensie ontkent dat.[89]
- Toertsjynov heeft de commandant van het Oekraïense leger, Poltorak, ontslagen.[89][91]
- Volksrepubliek Donetsk bereidt in het stadhuis van Donetsk een persconferentie voor.[89]
- NAVO wil troepen sturen.[89]
- Bild en Berliner Zeitung verzamelen handtekeningen voor het verwijderen van Sovjet-tanks. Deze staan bij de Brandenburger Tor.[89]
- Betogers roepen de Volksrepubliek Odessa uit.[92]
- President van Transnistrië vraagt aan EU om erkenning.[89][93]
- NAVO stuurt materieel voor oostelijke NAVO-lidstaten.[89]
- Jatsenjoek beschuldigt Rusland ervan "terrorisme naar Oekraïne te exporteren".[89]
- Poetin wil Russisch vetorecht in Oekraïne.[94]
- Verklaring van Volksrepubliek Donetsk.[95]
- Er worden bij een synagoge pamfletten uitgedeeld waarin wordt opgeroepen dat alle Joden van 16 jaar en ouder uiterlijk 2 mei hun bezittingen en godsdienst moeten laten registreren. Wie daaraan niet voldoet, zou worden verbannen en hun bezittingen zouden in beslag worden genomen. De Joden moeten voor de registratie $50 betalen.[96]
- Denis Poesjilin ontkent dat de pamfletten bestemd voor Joden van zijn organisatie zijn en zegt dat ze onrechtmatig zijn en louter leugens bevatten.[96][97][98]
- Volksrepubliek Donetsk bereidt het referendum over de aansluiting bij Rusland voor. Een Centrale Verkiezingscommissie is opgericht.[99]

#### 17
- De VS dreigt met nieuwe sancties.[100][101]
- Betogers in Loehansk willen een referendum zoals op de Krim.[101]
- Separatisten belagen militaire basis in Marioepol.[101][102][103]
- Bewoners van Kramatorsk houden tanks tegen, soms echter zonder succes.[101]
- Toertsjynov gaat de 25e brigade van de luchtlandingstroepen ontbinden, omdat zij wapens aan de separatisten hebben overgedragen.[101]
- Poetin houdt een vragenuurtje.[101][104]
  - Poetin over Transnistrië: "Mensen hebben het recht om te beslissen over hun eigen lot."
  - Als antwoord op de vraag van Edward Snowden zegt Poetin, dat Rusland niet zijn burgers in de gaten houdt zoals de NSA dat met Amerikaanse burgers doet.
  - Poetin over de crisis: "Er komt geen nieuw IJzeren Gordijn." Hij zegt echter dat de Federatieraad hem toestemming heeft gegeven om elders in te grijpen als dat nodig is. Hij hoopt heel erg dat hij dat niet hoeft.
  - Poetin over de Krim: "Voor de annexatie van de Krim waren er wel Russische militairen." Dat heeft hij eerder ontkend.
- Oekraïense legereenheid trekt zich terug uit Donetsk.[101]
- Er is een topoverleg over Oekraïne in Genève. Daaraan doen mee de Europese Unie, Oekraïne, Rusland en de Verenigde Staten.[105] Jatsenjoek heeft daar weinig vertrouwen in. In het topoverleg werd besloten door Rusland, Oekraïne, de EU en de VS, dat de separatisten de wapens en de gebouwen die zij in beslag hebben genomen of hebben bezet, moeten teruggeven.[101][106][107]
  - Separatisten willen dat de demonstranten in Kiev op het Majdan eerst verdwijnen.
  - Er komen waarnemers van OVSE om de eisen in het akkoord te realiseren.
- Pro-Oekraïners gaan in Odessa met Oekraïense vlaggen de straat op.[101]
- In Loehansk pleiten studenten voor eenheid in Oekraïne.[101]
- NAVO ontkent dat Anders Fogh Rasmussen privégesprekken van Poetin opgenomen heeft.[101]
- Kiev legt reisbeperkingen op aan Russische mannen tussen 16 en 60 jaar die per vliegtuig Oekraïne willen bezoeken. Als reactie daarom bezetten de separatisten het vliegveld van Donetsk. Rusland wil hierover een opheldering. De Russische minister van buitenlandse zaken Sergej Lavrov noemt deze maatregelen "discriminerend en onvriendelijk".[101]
- Geert Wilders legt de schuld van deze crisis bij de EU.[101]
- Er is een pro-Oekraïense demonstratie in Donetsk.[101]
- Igor Bezier wordt de nieuwe politiechef van Horlivka. Hij was eerder verantwoordelijk voor de annexatie van de Krim.[101]
- Oekraïne wil dat het ICC onderzoek doet naar internationale misdrijven tussen november 2013 en februari 2014.[101]
- De Canadese premier Stephen Harper kondigt aan CF-18's te sturen naar Polen.[101]
- Europa wil overleg met Rusland over gas.[108]
- Jatsenjoek beweert dat Poetin van plan is de Oekraïense presidentsverkiezingen van 25 mei te saboteren.[101]

#### 18
- Barack Obama twijfelt aan het akkoord[101][105][106] van Genève over Oekraïne.[109] De separatisten willen niet vertrekken.[110]
- Oekraïense troepen vallen Serhijivka aan.[110]
- Na Pasen komen er concrete acties.[111]
- VS dreigt Rusland met hardere sancties bij schenden van het Genève-akkoord.[112]
- Rusland zegt dat de troepen bij de Oekraïense grens zijn voor Russische veiligheid.[113]

#### 19
- VS stuurt grondtroepen naar Polen.[114]
- De flyer waarop de verplichte joodse registratie in Volksrepubliek Donetsk vermeld wordt, wordt door grootrabbijn Pintsjas Visjedski fake genoemd.[115]
- Rusland zegt dat het meer troepen naar de grens met Oekraïne stuurde vanwege de instabiele situatie in dat land.
- Joelia Tymosjenko wil na Pasen een dialoog met Donetsk.

#### 20
- Tot en met 21 april is er een Paasbestand.[116][117]
- Bij een schietincident bij Slovjansk zijn 5 mensen gedood.[118] Volgens Rusland, dat nu verontwaardigd is, zit Pravyj Sektor daarachter.[119] De volksburgemeester stelt een avondklok in en vraagt Poetin om hulp[120]
- Jatsenjoek is woedend over het antisemitische incident in Donetsk.[96][98][121]
- Tijdens Urbi et orbi bidt paus Franciscus voor het eind van conflicten en noemt Syrië en Oekraïne met name.[122]

#### 21

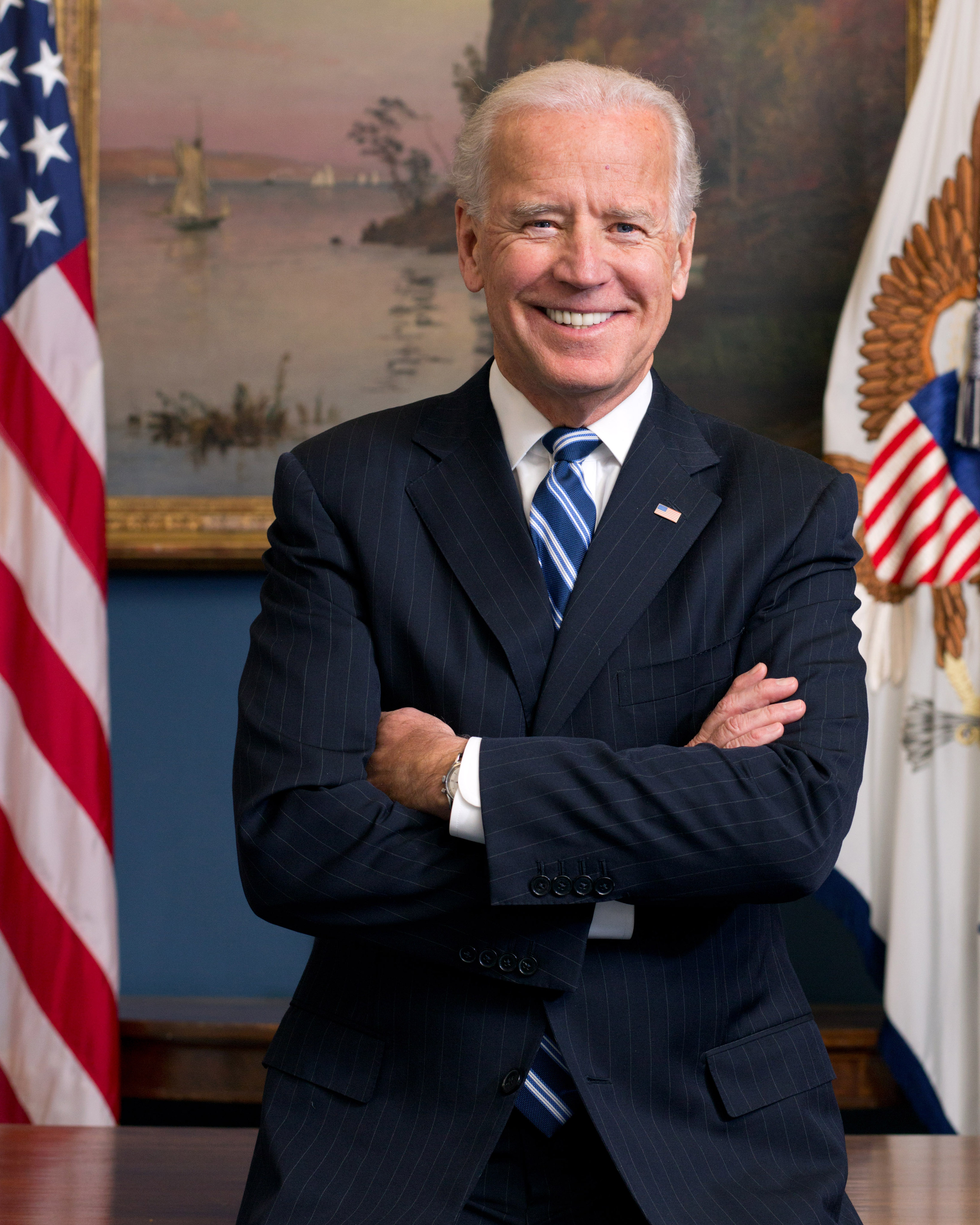
Joe Biden, de vicepresident van de VS

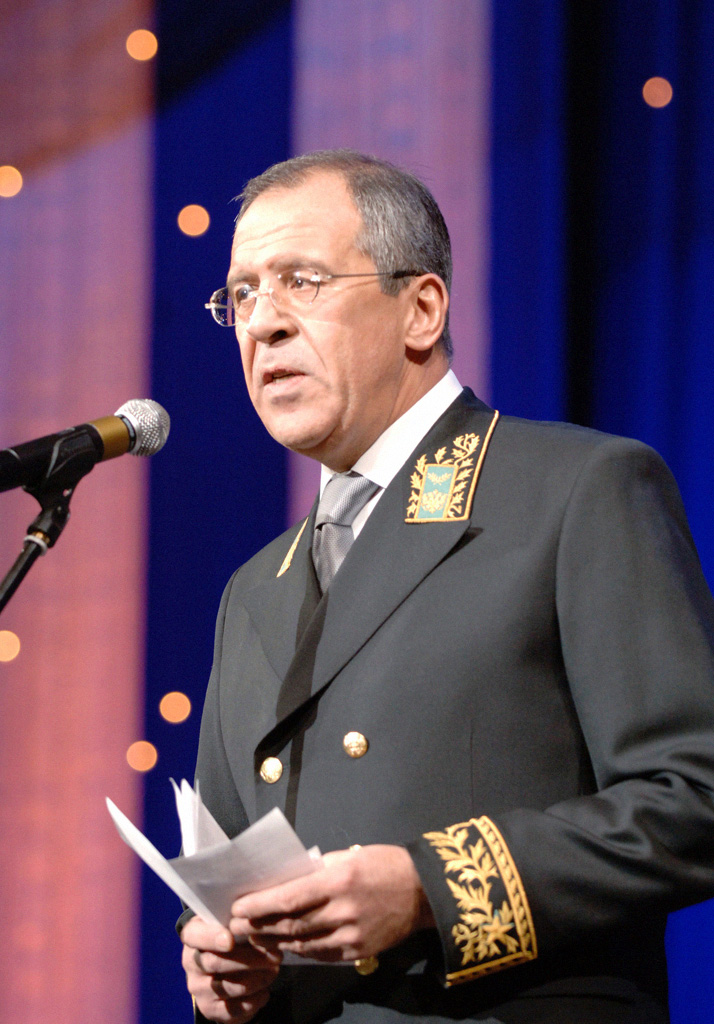
Sergej Lavrov

- De Amerikaanse vicepresident Joe Biden gaat naar Oekraïne om te praten met president Oleksandr Toertsjynov en premier Arseni Jatsenjoek. Sergej Lavrov vindt dat Kiev niets doet om de extremisten tegen te houden. Hij vindt dat de VS zich beter met Kiev kan bemoeien dan met ultimatums aan Rusland.[123][124][125]
- Poetin tekent eerherstel van Krim-Tataren en andere etnische minderheden op de Krim. Daarmee erkent hij het lijden van deze minderheden onder de dictatuur van Stalin.[125][126]
- Russischtaligen kunnen gemakkelijker een Russisch paspoort krijgen.[127]
- Rusland sluit Oekraïense banken.[126][128]
- Wit-Russische en Italiaanse journalisten werden een korte tijd in Slovjansk (Volksrepubliek Donetsk) vastgehouden.[125]

#### 22
- Joe Biden gaat naar Oost-Oekraïne.[129]
- De strijd tegen Donetsk wordt hervat.[130]
- De VS zegt dat groene soldaten Russen zijn.[131]
- In Oost-Oekraïne worden de lichamen van twee West-Oekraïense politici ontdekt. Een van deze politici is Volodymyr Rybak.[132]
- OVSE heeft contact met separatisten gehad.[133]
- Joe Biden vindt dat Rusland actie moet ondernemen.[134]
- De leider van de Krim-Tataren, Moestafa Dzjemiljev, krijgt geen toegang tot de Krim, want hij is persona non-grata in Rusland.[135]
- Sinds 22 april – De Amerikaanse journalist Simon Ostrovsky wordt vastgehouden in Slovjansk in opdracht van de volksburgemeester Vjatsjeslav Ponomarev.[136][137]

#### 23
- De Amerikaanse minister van Buitenlandse Zaken John Kerry dreigt met nieuwe sancties.[138]
- Journalisten lopen in Donetsk steeds meer gevaar, zoals ontvoeringen en gijzelingen.[137]
- De antiterreuractie in Oost-Oekraïne wordt hervat.[139]
- Lavrov zegt over Oekraïne: "Rusland verdedigt zijn belangen.[140]
- Rusland vindt dat Washington en Kiev de gemaakte afspraken verdraaien.[141]

#### 24
- Vanwege de economische krimp van Oekraïne, die 5 % bedraagt, steunt het IMF een lening van 5 miljard euro.[142]
- Oblast Donetsk wil niet deelnemen aan de verkiezingen van 25 mei.[143]
- Pavel Doerov, de oprichter van VKontakte (een Russische variant van Facebook) is Rusland ontvlucht. VKontakte staat nu direct onder toezicht van Poetin.[144]
- Oekraïne heeft een nachtelijke aanval op een militaire basis in Artemivsk door de separatisten afgeslagen.[145]
- Separatisten hebben Marioepol verlaten volgens Kiev,[145] maar dat wordt door Volksrepubliek Donetsk ontkend.[146]
- Sergej Lavrov reageert gematigder: "Rusland verwacht dat het akkoord zal uitmonden in concrete acties in de nabije toekomst."[145]
- Controleposten worden "afgewisseld" door separatisten en Oekraïense soldaten.[147]
- Volksrepubliek Donetsk verklaart in Slovjansk de oorlog.[147]
- De EU erkent het recht van Oekraïne om zijn soevereiniteit te verdedigen.[147]
- Rusland begint met militaire oefeningen aan de grens.[147]
- Inwoners van Oost-Oekraïne wordt door flyers gewaarschuld voor "Russische terroristen".[147]
- Oekraïne omsingelt het gemeentehuis van Marioepol.[147]
- Journalist Simon Ostrovsky is vrijgelaten.[147]
- Amnesty International noemt het vasthouden van journalisten, etc. door de milities "weerzinwekkend en onwettig".[147]
- Rusland plaatst "serieuze" vraagtekens bij de verkiezingen van 25 mei.[147]
- Oekraïne en de VS willen binnen 48 uur uitleg van Rusland over de troepen aan de grens.[147]

#### 25
- John Kerry waarschuwt Rusland voor een "dure vergissing".[148]
- Kiev beschuldigt Rusland dat het de Derde Wereldoorlog wil ontketenen.[149]
- Afstand tussen Oekraïense grens en Russische militairen is 1 km, volgens Kiev.[150]
- Op het vliegveld van Kramatorsk ontploft een Oekraïense legerhelikopter.[151]
- Angela Merkel vindt dat Poetin te weinig doet om crisis te bezweren.[152]
- Tot en met 3 mei – Waarnemers van OVSE worden gegijzeld.[153]

#### 26
- Russische vliegtuigen vliegen in Oekraïens luchtruim.[154][155]
- Denis Poesjilin wil de 8 militaire OVSE-waarnemers ruilen tegen door Oekraïne gevangengenomen Pavel Goebarev, de gouverneur.[156]
- Ultimatum aan Rusland m.b.t. uitleg over Russische troepen aan de grens.[147]
- Kiev sluit de watervoorziening naar de Krim af.[157]
- Lavrov en Kerry bellen elkaar over Oekraïne.[158]

#### 27
- Separatisten zijn bereid te praten over de gegijzelde OVSE-waarnemers.[159] Die zijn in goede gezondheid.[160] Later werd één OVSE-er vrijgelaten.[161]
- Drie officieren van de SBU zijn door separatisten aangehouden.[162]
- Separatisten bezetten het gebouw van de regionale tv in Donetsk.[163][164]

#### 28
- De EU en de VS willen nieuwe sancties tegen Rusland.[165][166][167][168] Deze sancties kunnen de Koude Oorlog weer doen herleven.[169]
- Didier Burkhalter, de topman van OVSE, verzoekt aan de separatisten om de vrijlating van de andere OVSE-waarnemers.[170]
- In Kostjantynivka wordt het politiebureau en later het stadhuis bezet door de separatisten.[166]
- De pro-Kievse burgemeester van Charkov, Hennadij Kernes, is neergeschoten en ligt in het ziekenhuis.[171]
- Mensen die in Donetsk demonstreerden voor de eenheid van Oekraïne worden door de separatisten aangevallen.[172]

#### 29
- Gazprom zegt dat sancties gevolgen kunnen hebben voor gasleveranties en handel.[173]
- Er is overleg over gevangen OVSE-leden met de separatisten.[174]
- Er zijn volgens de NAVO geen tekenen dat de troepen bij de grens met Oekraïne zich terugtrekken, zoals de Russische minister van Defensie Sergej Sjojgoe een dag eerder gemeld had.[175]
- Separatisten bezetten gemeentehuis in Loehansk.[176]
- De neergeschoten burgemeester van Charkov[171], Hennadij Kernes, wordt geopereerd in Haifa in Israël.[177]
- John Kerry waarschuwt Rusland elk stukje NAVO-grondgebied te zullen verdedigen.[178]
- Gijzelnemer van Simon Ostrovsky stelde hem de benen af te hakken.[137][179][180]

#### 30
- Separatisten hebben in Horlivka het regeringsgebouw en het hoofdpolitiebureau bezet.[181]
- Volgens IMF verkeert Rusland in een recessie.[182]
- Oekraïne zegt de omgeving van Donetsk niet meer onder controle te hebben.[183][184] Desondanks zegt Toertsjynov dat het Oekraïense leger klaar staat voor een eventuele inval door Rusland.[185]
- Tot en met 1 mei – Veiligheidsdiensten houden een oefening.[186]

### Mei

#### Belangrijkste gebeurtenissen
- Bij een brand in Odessa komen tientallen mensen om. Er zijn honderden arrestaties.
- De uitslagen van referenda van de oblast Donetsk en de oblast Loehansk geven aan dat de meerderheid voor onafhankelijkheid stemt. Daarop verklaren deze respectievelijke oblasten zich onafhankelijk en noemen ze zichzelf volksrepublieken.
- Petro Porosjenko is volgens de exitpolls de overwinnaar van de Oekraïense presidentsverkiezingen.
- Aan het eind van mei zijn er zware gevechten tussen het Oekraïense leger en de separatisten.

#### 1
- Oekraïne voert per direct militaire dienstplicht in.[187]
- Het justitiegebouw van Donetsk wordt aangevallen door de separatisten.[188]
- Poetin vindt dat het Oekraïense leger weg moet uit Oost-Oekraïne.[189]
- In Kiev wordt een Russische militair attaché verdacht van spionage en daarom vastgezet.[190]
- De NAVO ziet Rusland niet langer als partner, maar weer als tegenstander.[191]

#### 2
- Het Oekraïense leger begint een militaire operatie in Slovjansk,[192] waarbij twee Oekraïense helikopterpiloten om het leven komen.[193] De betrokken mannen werden later gearresteerd.[194]
  - Het lukt het Oekraïense leger niet Slovjansk te veroveren. Onder de separatisten zijn volgens Toertsjynov veel doden gevallen.
- Minister van Binnenlandse Zaken van Oekraïne, Arsen Avakov, zegt dat er 9 checkpoints zijn veroverd op de separatisten.[193]
- De hoop op het naleven van het akkoord in Genève is nu gevlogen, zegt de woordvoerder van Poetin, Dnitri Paskov.[193]
- Separatisten hebben het treinverkeer van Donetsk gestremd.[193]
- Separatisten verlaten het gisteren door hen bezette justitiegebouw.[188][193]
- Gazprom zal Oekraïne minder gas leveren in geval van geen vooruitbetaling.[193]
- Journalisten van SkyNews, Buzzfeed en CBS werden tijdens de middag vrijgelaten.[193]
- Er zijn rellen tussen pro-Oekraïense en pro-Russische demonstranten in Odessa. Daarbij komen 4 mensen om. Er zijn 15 gewonden.[193]
  - Het hoofdkantoor van de separatisten in Odessa staat enige tijd in brand. Hierbij komen tientallen pro-Russische demonstranten om. De separatisten beschuldigen de pro-Oekraïense demonstranten van het in brand steken van het gebouw.[195]
- VN Veiligheidsraad is weer bijeen over deze crisis.[193]
  - De Russische VN-ambassadeur Vitali Tsjoerkin beschuldigt Oekraïne, dat zijn leger burgers aanvalt. Volgens de Franse gezant, Gérard Araud, waren het geen gewone burgers.
  - Het westen is schuldig aan deze crisis, meent Rusland.

#### 3
- Nasleep van de brand in Odessa.
  - De schuld van de brand[196] en het bloedbad[197] ligt volgens Rusland bij Oekraïne.
  - 144 mensen werden gearresteerd en er vielen 46 doden.[197]
  - Volgens de Oekraïense veiligheidsdiensten was Transnistrië betrokken bij de onlusten.[197]
  - Chef van de politie Petr Loetsjoek wordt ontslagen.
- Het Oekraïense leger start een militaire operatie in Kramatorsk.[197][198]
  - Er werden explosies gehoord.
  - Er zijn hevige gevechten.
  - Het leger neemt het hoofdkwartier van de veiligheidsdienst weer in.
  - Het leger maakt in en om Kramatorsk vorderingen. Er zijn 20 mensen opgepakt.
- OVSE-waarnemers worden vrijgelaten.[197]
  - John Kerry en Sergej Lavrov zijn blij over de vrijlating van de OVSE-waarnemers.
- Rusland zegt geen controle te hebben over de zelfverdedigingstroepen.[197]
- Krim-Tataren demonstreren op de Krim.[197]
  - Het is de Krim-Tataren gelukt om hun leider Mustafa Cemilev naar de Krim te krijgen.
- In Donetsk wordt het kantoor van de gouverneur geplunderd.[197]

#### 4
- Nasleep van de brand in Odessa.
  - Jatsenjoek wil een grootschalig onderzoek naar de falende veiligheidsdiensten.[199][200]
  - Jatsenjoek bezoekt Odessa.[201]
  - Activisten vallen een politiebureau aan.[202]

#### 5
- Nasleep van de onlusten in Odessa.
  - Meer dan 60 arrestanten worden vrijgelaten.[203]
- Er zijn zware gevechten bij Slovjansk.[204]
  - Meer dan dertig mensen zijn gedood en er is een helikopter neergehaald.[205][206]

#### 6
- Moldavië verhoogt de paraatheid bij Oekraïense grens.[207]
- Geen vluchten van en naar Donetsk en Loehansk.[206][208]

#### 7
- De NAVO-commandant Philip Breedlove vindt dat de NAVO permanente troepen moet stationeren in Oost-Europa.[209] Hij verwacht geen Russische inval.[210]
- Oekraïense troepen heroveren het stadhuis in Marioepol.[211] De separatisten hebben het terugveroverd.[212]
- Poetin wil dat de separatisten het referendum van 11 mei[28] uitstellen en dat Oekraïne zijn troepen terugtrekt uit het zuiden en oosten.[213]

#### 8
- Kiev en de separatisten zijn bereid tot onderhandelingen.[214]
- De separatisten wijzen het uitstellen (suggestie van Poetin[213]) van het referendum van 11 mei[28] af.[215]
- Een grenspost van oblast Loehansk werd aangevallen.[216]

#### 9
- Volgens Oekraïne zijn er in Marioepol zeker 20 separatisten gedood.[217]
- De VS vindt het bezoek van Poetin aan de Krim "onnodig en provocatief".[218]

#### 10
- Medewerkers van het Rode Kruis werden 7 uur in Donetsk vastgehouden op verdenking van spionage.[219]
- Duitsland en Frankrijk willen "gepaste maatregelen" nemen, als de verkiezingen op 25 mei[220] niet doorgaan.[221]

#### 11
- Het referendum in Volksrepubliek Donetsk[28] en Volksrepubliek Loegansk voor onafhankelijkheid.
  - Dit referendum is onwettig, vindt Kiev.[222]
  - Er zijn separatisten opgepakt met 100.000 van tevoren ingevulde stemmen.[223][224]
  - De meeste stemmers lijken zich uit te spreken voor onafhankelijkheid.[225]
  - Na het referendum moet Volksrepubliek Donetsk een eigen parlement en leger opbouwen, vindt Denis Poesjilin.[226]
  - Mensen in Donetsk[227] en Krasnoarmijsk[228] werden beschoten door Oekraïense militairen.
- Volgens de Bundesnachrichtendienst zou Blackwater actief zijn tegen de separatisten in Oekraïne.[229]

#### 12
- Nasleep van het referendum van 11 mei.
  - Volgens de separatisten stemden in oblast Donetsk 89 % voor onafhankelijkheid.[230][231]
  - De uitslag is de wil van het volk, aldus Rusland.[232]
  - In Donetsk zal de tweede fase niet worden uitgevoerd.[233]
  - Loehansk overweegt een referendum voor aansluiting bij Rusland.[234]
- Herman Van Rompuy, de president van de EU, wil maandag Kiev bezoeken om te praten over de stabilisatie van Oekraïne.[235]
- De ministers van Buitenlandse Zaken besluiten tot meer sancties.[236] Als Rusland de presidentsverkiezingen van 25 mei dwarsbomen, komen er meer.[237]
- De Volksrepubliek Donetsk vraagt Rusland om annexatie.[238] Slovjansk vraagt Rusland om steun van het leger.[239]

#### 13
- De Duitse minister van Buitenlandse Zaken Frank-Walter Steinmeier bezoekt Oekraïne om te bemiddelen.[240]
- Catherine Ashton, Angela Merkel en Barack Obama zijn niet welkom in Volksrepubliek Donetsk.[241]
- Rusland eist van Oekraïne, dat het snel een besluit neemt over meer autonomie voor oblasten.[242]
- In Kramatorsk (in Volksrepubliek Donetsk) worden 6 Oekraïense militairen gedood.[243]

#### 14
- De Europese Unie en Oekraïne hebben een akkoord ondertekend over een hulppakket van de EU aan Kiev ter waarde van 1,3 miljard euro.[244]
- Rusland zal geen troepen sturen waar dan ook in Oekraïne.[245]

#### 16
- Angela Merkel wil blijven samenwerken met Rusland.[246]
- De Natsionalnyj Bank Oekrajiny heeft haar filiaal in Donetsk moeten sluiten.[247]
- Separatisten trekken zich terug uit de overheidsgebouwen van Marioepol (oblast Donetsk).[248]
- De mensenrechtensituatie in het oosten van Oekraïne/in de twee volksrepublieken en op de Krim gaat snel achteruit, vindt de VN. Rusland vindt het rapport te eenzijdig.[249]

#### 17
- De Poolse minister van Buitenlandse Zaken, Radosław Sikorski, vindt dat de EU als politieke macht had moeten optreden.[250]

#### 18
- De Krim-Tataren blazen in Simferopol een herdenkingsceremonie af.[251]
- In Volksrepubliek Donetsk zijn er weer hevige gevechten.[252]

#### 19
- Poetin trekt soldaten bij de Oekraïense grens terug, maar NAVO ziet geen veranderingen.[253]

#### 20
- De Verchovna Rada stemt voor de versterking van het Russisch maar parlementaire stukken zullen uitsluitend in het Oekraïens zijn.[254]

#### 21
- Ivan Šimonović, de plaatsvervangend secretaris-generaal voor de mensenrechten van de VN zegt tegen de VN Veiligheidsraad dat er in de laatste paar weken in Oost-Oekraïne al 127 mensen zijn omgekomen.[255]

#### 22
- Er zijn weer doden gevallen in Oost-Oekraïne.[256]
- Bij een militair checkpoint in Oost-Oekraïne vielen er elf doden.[257]

#### 24
- De VS bevestigt de aftocht van Russische troepen.[258]
- Poetin noemt de sancties "contraproductief".[259]

#### 25
- Er zijn Oekraïense presidentsverkiezingen.[220][260]
  - De verkiezingen zijn volgens Poetin niet legitiem, als er kandidaten in elkaar worden geslagen.[81][101] Later zei Poetin, dat hij de uitslag zal respecteren.[261]
  - Naast de verkiezingen moet er ook een referendum komen over de territoriale integriteit van Oekraïne.[262] Dat werd later echter door het parlement afgewezen.[206]
  - Oekraïne voorziet problemen in het oosten tijdens de verkiezingen.[263]
  - Er worden duizenden agenten ingezet om de kiezers te beschermen.[264]
  - Stembiljetten worden verbrand door separatisten.[260]
  - Volgens de exitpolls mag Petro Porosjenko zich president noemen.[265]

#### 26
- De Volksrepubliek Donetsk is in staat van oorlog met Oekraïne.[266]
- Bij het vliegveld bij Donetsk zijn er bij gevechten meer dan 35 doden gevallen. Rusland eist dat die gevechten stoppen. Petro Porosjenko zegt niet met terroristen te willen praten.[267]

#### 27
- In Donetsk komen ruim honderd mensen om.[268]
- Tot en met 10 juni – In Donetsk zijn er vier OVSE-waarnemers verdwenen. Vermoedelijk worden ze vastgehouden.[269]
- Separatisten ontvoeren de Poolse priester Paweł Witek.[270]

#### 28
- Separatisten ontkennen dat zij een rol spelen in de verdwijning van OVSE-waarnemers.[271]

#### 29
- Bij het neerhalen van een Oekraïens helikopter komen er 14 inzittenden om.[272]
- Separatisten erkennen het gijzelen van OVSE-waarnemers en laten ze snel vrij.[273]
- Moskou waarschuwt voor een "catastrofe" in Oekraïne.[274]

#### 30
- John Kerry wil van Sergej Lavrov weten wat de rol is van de Tsjetsjeense strijders bij de pro-Russen.[275]
- Vladimir Poetin is niet uitgenodigd bij de inauguratie van Petro Porosjenko.[276]
- De OVSE-waarnemers zijn definitief vrijgelaten.[277]

### Juni

#### 1
- De Oekraïense hryvnia is op de Krim als wettig betaalmiddel afgeschaft.[278]

#### 2
- Er zijn gevechten tussen pro-Russen en grenswachten van Oblast Loehansk.[279] Daarbij kwamen vijf separatisten om.[280]

#### 3
- Er zijn hevige gevechten in de buurt van Slovjansk.[281]

#### 4
- Barack Obama zal een ontmoeting hebben met Petro Porosjenko in Warschau.[282]

#### 6
- Oekraïne en de herdenking van D-Day in Normandië.
  - Er is een gesprek tussen David Cameron en Vladimir Poetin.[283] Poetin en Barack Obama vinden dat geweld beëindigd moet worden.[284]
  - Porosjenko beschouwt de Krim nog steeds als Oekraïens grondgebied.[285]
  - Oekraïne wordt geen federatie.[286]
- Pro-Russische rebellen schieten een Oekraïens vliegtuig neer.[287]

#### 8
- Petro Porosjenko kondigt voor het oosten van het land een staakt-het-vuren aan. Hij wil praten met separatisten.[288]

#### 10
- De Oekraïense regering realiseert een vluchtelingencorridor voor hen die gebieden willen verlaten waar militaire operaties zijn.[289]

#### 13
- De NAVO vreest een ernstige escalatie.[290]

#### 14
- Tientallen mensen kwamen om toen een Oekraïens legervliegtuig werd neergehaald.[291]
- In Kiev werd de Russische ambassade bestormd.[292]

#### 17
- Er is overleg tussen Poetin en Porosjenko over het staakt-het-vuren.[293]

#### 25
- De Verenigde Naties maken bekend dat er tot dan toe 423 mensen zijn omgekomen in het conflict in het oosten van het land. Er zijn 46.000 mensen op de vlucht geslagen.[294]

#### 30
- Porosjenko besluit het staakt-het-vuren niet te verlengen vanwege 'criminele activiteiten' door seperatisten in het oosten van Oekraïne.[295]

### Juli

#### Belangrijkste gebeurtenissen
- Het leger van Oekraïne zet een groot offensief in tegen de Volksrepublieken Donetsk en Loehansk.
- Passagiersvlucht Malaysia Airlines-vlucht 17 stort neer in de oblast Donetsk. Neergeschoten door Russische raket.

#### 5
- De stad Slovjansk wordt na dagenlange gevechten heroverd door het Oekraïense leger op de Russische separatisten, die zich noodgedwongen moesten terugtrekken richting Donetsk en Loehansk.

#### 17
- Nabij Hrabove in de oblast Donetsk stort passagiersvlucht MH17 neer. De separatisten worden er algemeen van verdacht dat ze het vliegtuig met een luchtdoelraket abusievelijk hebben neergehaald. De separatisten en Rusland beschuldigen de Oekraïense luchtmacht.

### Augustus
De aanwezigheid van Russische troepen in Oost-Oekraïne werd bevestigd door de separatisten. Op 28 augustus 2014 was een bijeenkomst van de VN-Veiligheidsraad op verzoek van Litouwen. Het belangrijkste vergaderpunt was de aanwezigheid van Russische troepen in Oost- en Zuidoost-Oekraïne.

### September

#### 1
- Oekraïense strijdkrachten strijden tegen de pro-Russische rebellen in de buurt van de internationale luchthaven van Luhansk. Het gebied wordt meer dan 3 weken lang omringd door de Russische strijdkrachten.[296]
- De pro-Russische rebellen in het oosten van Oekraïne willen geen afscheiding van Oekraïne, maar eisen wel een aparte status van het gebied onder hun controle.[297]

#### 28
- Zeven militairen van het Oekraïense leger komen om in de buurt van de luchthaven van Donetsk wanneer hun pantservoertuig geraakt wordt door een granaat. Men vermoedt dat pro-Russische rebellen achter de aanval zitten.[298]

#### 29
- In meerdere wijken van de stad Donetsk zijn er geweergevechten. Drie burgers komen daarbij om en vijf raken gewond.[298]

### Oktober

#### 1
- Minstens tien mensen komen in Donetsk om door bommen die terechtkomen op een speelplaats van een school en een taxibusje.[299][300]

#### 2
- In Donetsk komt een medewerker van het Rode Kruis om het leven wanneer een granaat op het kantoor van de hulporganisatie terechtkomt.[301]
- Pro-Russische rebellen zetten een offensief in op de luchthaven van Donetsk.[301]

#### 3
- Rond de luchthaven van Donetsk, die in handen is van het Oekraïense leger, wordt er hevig gevochten tussen het Oekraïense leger en de pro-Russische rebellen. De Verenigde Naties noemen het "een gevaarlijk escalatie" die het bestand schade zou kunnen toebrengen.[302]

#### 4
- De Oekraïense regering meldt dat in het oosten van het land twaalf pro-Russische rebellen gedood zijn bij een aanval op de luchthaven van Donetsk.[303][304]

#### 20
- Volgens een rapport van Amnesty International maken zowel de pro-Russische separatisten als pro-Kiev-groeperingen zich schuldig aan standrechtelijke executies en andere mensenrechtenschendingen.[305]

#### 30
- Rusland, Oekraïne en de Europese Unie bereiken een akkoord over de levering van Russisch gas tijdens de winter. Het akkoord geldt tot maart 2015.[306]

### November

#### 2
- In het oosten van Oekraïne worden verkiezingen georganiseerd in de steden Donetsk en Loehansk door de pro-Russische rebellen, met de bedoeling het autonome statuut van de regio te onderstrepen. Deze worden in Donetsk gewonnen door de zelfverklaarde premier en rebellenleider Aleksandr Zachartsjenko en in Loegansk door rebellenleider Igor Plotnitski. Enkel Rusland erkent de uitslag. De Oekraïense regering zegt dat de verkiezingen in strijd zijn met het vredesakkoord van september.[307][308]

#### 5
- Premier Arseni Jatsenjoek verklaart dat Oekraïne niet langer de begroting draagt van de gebieden in het oosten van het land die gecontroleerd worden door de pro-Russische rebellen.[309]
- In Oost-Oekraïne worden twee jongens gedood wanneer een granaat ontploft op een sportterrein van een school.[310]

### December

#### 23
- Het Oekraïense parlement stemt met grote meerderheid voor de opheffing van de neutrale status van het land, met de bedoeling een toetreding tot de NAVO mogelijk te maken.[311][312]

#### 26
- De Oekraïense regering en de pro-Russische rebellen komen overeen om gevangenen uit te wisselen: 225 rebellen en 150 regeringsgetrouwe Oekraïners zullen vrijgelaten worden.[313]

## 2015

### Januari

#### 12
- Op 12 januari 2015 wordt de voormalig Oekraïense president Viktor Janoekovitsj door Interpol op een internationale lijst gezet op verdenking van verduistering en financiële en vastgoedfraude. De Oekraïense regering had hiertoe een verzoek ingediend in maart 2014. Moskou verklaart dat het elke aanvraag tot uitlevering waarschijnlijk naast zich neer zal leggen.[314]

#### 13
- Er vallen meerdere doden bij een granaatinslag op een bus aan het legercontrolepunt Boegas bij Volnovacha in Oost-Oekraïne. Het regionale bestuur schrijft de aanval toe aan de rebellen, die ontkennen.[315]

#### 17
- Het Oekraïense leger en de pro-Russische rebellen leveren fel strijd om de luchthaven van Donetsk. Bij de gevechten zouden drie soldaten en twee burgers zijn omgekomen.[316]
- De Wereldgezondheidsorganisatie kaart de precaire gezondheidssituatie in Oost-Oekraïne aan. Het gebrek aan medicijnen zou kunnen betekenen dat de bevolking vatbaarder is voor ziektes als polio, mazelen of tbc. De ziekenhuizen zijn slecht bereikbaar en worden amper bevoorraad. Ze hebben ook te maken met onderbrekingen in de toevoer van elektriciteit en stromend water.[316]

#### 18
- Door een grote tegenaanval heeft het Oekraïense leger naar eigen zeggen de luchthaven van Donetsk in handen. Een woordvoerder van het leger legt uit dat het staakt-het-vuren niet is geschonden omdat de situatie door de herovering van de luchthaven opnieuw gelijk is aan die van de periode waarin de wapenstilstand werd afgesproken, begin september 2014.[317]
- In de Oekraïense hoofdstad Kiev stappen duizenden mensen op in een vredesmars.[317]

#### 19
- In het centrum van Donetsk wordt een ziekenhuis getroffen door raketten. Er vallen zes gewonden. Het ministerie van Noodtoestanden van de Volksrepubliek Donetsk beschuldigt de Oekraïense regeringstroepen van de aanval.[318]
- De gevechten rond de luchthaven van Donetsk gaan door. Drie soldaten sneuvelen daarbij.[318]
- Volgens de Oekraïense regering zijn 700 Russische soldaten de grens overgestoken om de rebellen te ondersteunen.[318]

#### 20
- Volgens het Oekraïense leger hebben Russische troepen stellingen van het regeringsleger aangevallen in het oosten van Oekraïne. Het zijn de eerste beschuldigingen van een aanval sinds de vredesakkoorden van Minsk van 5 september 2014.[319]

#### 21
- De Oekraïense president Petro Porosjenko bekritiseert Rusland tijdens het Wereld Economisch Forum in Davos en verklaart dat er zich 9000 Russische militairen in Oost-Oekraïne bevinden.[320]
- De luchthaven van Donetsk is bijna volledig in de handen van de rebellen. Laat in de avond trekken de Oekraïense regeringstroepen zich terug na een tegenoffensief van de rebellen, waarbij zes Oekraïense militairen zijn gesneuveld.[321]
- De ministers van Buitenlandse Zaken van Frankrijk (Laurent Fabius), Duitsland (Frank-Walter Steinmeier), Rusland (Sergej Lavrov) en Oekraïne (Pavlo Klimkin) komen samen in Berlijn en roepen op tot een terugtrekking van zwaar wapentuig uit Oost-Oekraïne en een stopzetting van de vijandelijkheden.[320][321]

#### 22
- Minstens dertien mensen komen om wanneer een granaat inslaat op een bushalte in de Oost-Oekraïense stad Donetsk. Het is onduidelijk wie verantwoordelijk is.[321]
- Het Franse persagentschap AFP noemt de voorbije 24 uur de bloedigste dag sinds begin september 2014.[321]

#### 23
- De spanningen tussen Oekraïne en Rusland lopen op nadat een pro-Russische rebellenleider, Aleksandr Zachartsjenko, verklaart dat zijn troepen een offensief voorbereiden en dat hij geen vredesonderhandelingen wil met de Oekraïense regering. De rebellen zijn openlijk gekant tegen het staakt-het-vuren.[322]

#### 24
- Bij een raketaanval op de Oekraïense stad Marioepol, vermoedelijk door pro-Russische separatisten van de Volksrepubliek Donetsk, vallen minstens dertig doden en minstens tachtig gewonden.[323]
- John Kerry, de Amerikaanse minister van Buitenlandse Zaken, roept Rusland op om zijn troepen uit Oost-Oekraïne terug te trekken. Rusland ontkent echter troepen in het gebied te hebben. Ook de Europese Unie en de NAVO roepen Rusland op om de steun aan de rebellen stop te zetten.[323]
- In Kiev komen mensen op straat om de slachtoffers van de aanval in Marioepol te gedenken.[324]

### Februari

#### 6
- Een tijdelijk staakt-het-vuren tussen het regeringsleger en de pro-Russische rebellen wordt van kracht in de streek rond Debaltseve in Oost-Oekraïne om een evacuatie van de inwoners mogelijk te maken.[325]

#### 10
- De oorlog in Oost-Oekraïne breidt zich uit naar het westen. In Kramatorsk worden een commandocentrum van het Oekraïense leger en een woonwijk onder vuur genomen door pro-Russische rebellen. Zeven mensen komen om.[326]
- In de voorbije 24 uur zijn in Oost-Oekraïne vijf burgers en zeven soldaten van het regeringsleger omgekomen. De pro-Russische rebellen omsingelen de stad Debaltseve. Het Oekraïense leger opent een nieuwe aanval op de havenstad Marioepol.[327]

#### 11
- In het oosten van Oekraïne doden de pro-Russische rebellen minstens negentien soldaten van het regeringsleger.[328]
- In Donetsk komen minsten vijf burgers om bij een aanval van het Oekraïense regeringsleger.[328]
- De Oekraïense president Petro Porosjenko verklaart dat hij de noodtoestand in heel Oekraïne zal uitroepen als de geplande vredesgesprekken in de Witrussische hoofdstad Minsk geen oplossing opleveren.[328]
- Generaal Ben Hodges, de bevelhebber van de Amerikaanse troepen in Europa, verklaart dat het duidelijk is dat Rusland zich direct mengt in de gevechten rond de stad Debaltseve.[328]
- In het Paleis van Onafhankelijkheid in de Witrussische hoofdstad Minsk worden door Angela Merkel, François Hollande, Petro Porosjenko en Vladimir Poetin vredesonderhandelingen gevoerd.[329][330]

#### 12
- Na zeventien uur onderhandelen bereiken de regeringsleiders van Rusland, Oekraïne, Frankrijk en Duitsland een akkoord over een staakt-het-vuren in Oost-Oekraïne. De overeenkomst stipuleert dat om middernacht zondag 15 februari de wapens zullen zwijgen en dat de troepen en de zware wapens binnen de veertien dagen moeten weggehaald worden uit een gedemilitariseerde zone van 50 tot 70 kilometer breed.[331]
- Angela Merkel en François Hollande melden dat het bereikte akkoord slechts een staakt-het-vuren is en geen definitieve oplossing. Merkel zegt dat er "nog veel obstakels uit de weg zullen geruimd moeten worden".[331]
- De Europese regeringsleiders reageren afwachtend op het in Minsk bereikte akkoord.[332]
- Donald Tusk, de voorzitter van de Europese Raad, meldt dat de economische sancties tegen Rusland niet zullen worden verminderd, om Rusland aan te moedigen het akkoord tot wapenstilstand te respecteren.[333]
- Het IMF zal Oekraïne een speciaal krediet van 17,5 miljard dollar toekennen om de financiële instorting van het land te voorkomen. In ruil zal Oekraïne onder andere de begroting moeten stabiliseren en de corruptie aanpakken. De Oekraïense premier Arseni Jatsenjoek belooft de nodige stappen te zullen ondernemen.[334]

#### 13
- In de afgelopen 24 uur zijn in Oost-Oekraïne minstens elf mensen (acht Oekraïense soldaten en drie burgers) omgekomen bij gevechten tussen het regeringsleger en de rebellen. De rebellensteden Donetsk en Loehansk worden onder vuur genomen.[335]

#### 14
- Net voor het ingaan van het staakt-het-vuren wordt er op verscheidene plaatsen in Oost-Oekraïne nog hevig gevochten met de bedoeling zoveel mogelijk terreinwinst te boeken. Bij wederzijds artillerievuur komen aan beide kanten tientallen mensen om het leven, onder andere in de stad Donetsk. Ook rond de stad Debaltseve, waar het regeringsleger omsingeld is door pro-Russische rebellen, wordt nog flink strijd geleverd.[336][337][338]
- Rusland en Oekraïne beschuldigen elkaar van het opzettelijk ondermijnen van het akkoord nog voor het van start gaat.[336]

#### 15
- In Oost-Oekraïne gaat het in de Wit-Russische hoofdstad Minsk afgesproken staakt-het-vuren om middernacht in. De situatie blijft zeer gespannen, vooral rond de Debaltseve, waar het regeringsleger zit tussen de steden Donetsk en Loehansk, die in handen zijn van de pro-Russische rebellen.[337][338]

#### 16
- Anderhalve dag na het van kracht worden van het staakt-het-vuren zijn de gevechten rond de stad Debaltseve nog steeds aan de gang. Het Oekraïense leger zegt dat het enkel terugvuurt als antwoord op aanvallen van de rebellen.[339]
- Beide strijdende partijen weigeren hun wapens weg te trekken van het front als de andere partij niet stopt met aanvallen.[339]
- De pro-Russische rebellen beschuldigen het regeringsleger ervan de luchthaven van Donetsk te beschieten.[339]
- De Europese Unie publiceert een nieuwe lijst met negentien namen van Russen en Oekraïners voor wie een inreisverbod zal gelden en wiens buitenlandse aandelen zullen bevroren worden. Onder de namen bevinden zich onder andere die van de Russische viceminister van Defensie Anatoli Antonov en de zanger Iosif Kobzon. Rusland laat weten dat het "gepast" zal reageren op de nieuwe sancties.[339]

#### 17
- De pro-Russische rebellen kondigen aan dat hun zware wapens op sommige plaatsen tot achter het front zullen teruggetrokken worden. Dit geldt echter niet voor de stad Debaltseve.[340]
- Het Oekraïense leger beweert dat Debaltseve door de rebellen onder vuur is genomen en dat daarbij vijf soldaten zijn omgekomen. Buitenlandse journalisten verklaren echter dat ook het regeringsleger de rebellen met raketten bestookt.[340]
- Op een persconferentie in Donetsk verklaart Edoeard Basoerin, de viceminister van defensie van de Volksrepubliek Donetsk, dat de separatisten 80 procent van Debaltseve onder controle hebben. Meer dan honderd Oekraïense soldaten zouden gevangengenomen zijn. De overige vijfduizend militairen van het regeringsleger zouden de stad mogen verlaten als zij hun wapens neerleggen.[341]
- De Veiligheidsraad van de Verenigde Naties roept op om het afgesproken staakt-het-vuren te eerbiedigen.[342]

#### 18
- President Petro Porosjenko maakt bekend dat het Oekraïense leger zich terugtrekt uit de stad Debaltseve. Daarmee komt de stad in handen van de pro-Russische rebellen. Door de terugtrekking wordt voorkomen dat de soldaten met hun wapens in handen komen van de separatisten.[343][344]
- De Europese Unie noemt de inname van Debaltseve door de rebellen een "duidelijke schending van het staakt-het-vuren" en roept de rebellen op om de gevechten stop te zetten.[343]
- NAVO-secretaris-generaal Jens Stoltenberg steunt de territoriale integriteit van Oekraïne. Hij roept Rusland op om te stoppen met de separatisten te steunen en om al zijn troepen uit het oosten van Oekraïne terug te trekken. Rusland ontkent troepen in Oekraïne te hebben.[343]
- Federica Mogherini, de hoge vertegenwoordiger van de Unie voor Buitenlandse Zaken en Veiligheidsbeleid, waarschuwt dat de Europese Unie ook bereid is om actie te ondernemen als de gevechten niet stoppen.[343]

#### 20
- Op het Maidanplein in Kiev vindt de herdenking plaats van de Revolutie van de Waardigheid een jaar eerder, waarbij meer dan honderd doden vielen. President Porosjenko houdt een toespraak. Honderdduizenden mensen wonen de herdenkingsplechtigheid bij.[345]

#### 21
- In Oost-Oekraïne worden de eerste gevangenen geruild tussen het regeringsleger en de pro-Russische separatisten. Het gaat om 139 soldaten en 52 rebellen.[346]